# Cova d’en Daina
Cova d'en Daina – granitowy dolmen w Katalonii w comarce Selva, w pobliżu miejscowości Romanyà de la Selva. Jedna z najbardziej kompletnych tego typu budowli w Hiszpanii. Na podstawie rozmieszczenia kamieni domniemuje się, że powstał w latach 2700-2200 p.n.e. Wymiary budowli to 760 cm długości, 170 cm szerokości i 150 cm wysokości. Na pierwsze głazy natrafiono w XIX wieku podczas wykopalisk prowadzonych przez Pere Cama i Casasa.